# HarmonyOS NEXT
HarmonyOS NEXT je pátou hlavní verzí operačního systému HarmonyOS, její vydání bylo oznámeno 4. srpna 2023, přičemž vydána byla v říjnu 2024.

## Historie
V srpnu 2023 na Huawei Developers Conference 2023 společnost Huawei oficiálně představila HarmonyOS NEXT, neboli verzi distribuovaného operačního systému založeného na systému, který podporuje pouze nativní (vlastní) aplikace, a to od mobilní služby Huawei.
Tato verze systému již nebude kompatibilní v rámci Android Open Source Projekt (zkráceně AOSP) s knihovnami Android, z grafické nadstavby EMUI v uživatelském prostoru a to proto, že systém bude založen na vlastním kódu, ten od AOSP bude kompletně vymazán. Systém tak nemůže spouštět aplikace vyvinuté pro Android.
V dlouhodobém horizontu má operační systém HarmonyOS NEXT nahradit současný systém HarmonyOS. Dne 4. srpna 2023 byla zpřístupněná vývojářská verze HarmonyOS NEXT pro spolupracující vývojáře za účelem vytváření a testování nových mobilních aplikací, jakož i budování komponenty jádra založené na mikrokernelové architektuře. Podle oficiálního oznámení společnosti Huawei bude přístupná všem vývojářům v prvním čtvrtletí roku 2024.
Dne 25. září 2023 společnost Huawei oficiálně představila HarmonyOS NEXT, další verzi HarmonyOS, na které poběží pouze (vlastní) nativní aplikace HarmonyOS.